# Buch (Ehekirchen)
Buch ist ein Pfarrdorf und Ortsteil von Ehekirchen im Landkreis Neuburg-Schrobenhausen, der zum Regierungsbezirk Oberbayern in Bayern gehört.

## Gemarkung und ehemalige Gemeinde
```
Zur Gemarkung Buch gehört auch noch das Pfarrdorf 
Holzkirchen
. Buch hat 124 und Holzkirchen 74 Einwohner (Dezember 2022).
```

## Geographie

### Lage
Buch und Holzkirchen liegen nordwestlich von Ehekirchen in den tertiären Höhen der Aindlinger Terrassentreppe. Naturräumlich gehört es also zur Donau-Iller-Lech-Platte, die wiederum Teil des Alpenvorlandes ist, eine der Naturräumlichen Haupteinheiten Deutschlands.

Die Orte Buch und Holzkirchen liegen an der nordwestlich-südöstlich verlaufenden Staatsstraße St 2027 von Rain am Lech nach Ehekirchen (wobei Buch südlicher liegt).

### Nachbarorte
Die Nachbarorte sind im Westen, Nordwesten und Norden die Burgheimer Ortsteile Wengen, Eschling, Illdorf und Längloh, im Osten/Nordosten Bonsal, im Südosten der Hauptort Ehekirchen und im Süden und Südwesten hinter großen Waldgebieten Weidorf und Haselbach.

## Geschichte
Der Name Buch bedeutet in etwa Siedling am Buchenwald. Durch die Jahre existierten folgende Schreibweisen: Puech (1258), Puoch (1272), Buoch (1300), Puoche (1333), Pueche (1334), Puch (1337), Buech (1350), Puoch (1441), Puech (1671), Puch (1741) und ab 1784 immer Buch. Im örtlichen westmittelbairischen Dialekt heißt der Ort Buach.

Holzkirchen bedeutet entweder Dorf mit einer Holzkirche oder Kirche am Wald (Holz). Man schrieb 1100 Holzchirchen, schon 1219 Holzkirchen, 1270 Holtzkirchen, 1400 Holltzkirchen, 1671 Holczkürchen und schließlich 1752 Holzkürch. Im örtlichen westmittelbairischen Dialekt heißt der Ort Huizkürra.

Südlich von Holzkirchen wurden Siedlungsreste aus der Hallstattzeit gefunden. Neben dem Kircheneingang von Holzkirchen befand sich ein römisches Grabmal.

In Buch hatten über die Jahrhunderte mehrere Grundherren Besitz, so das Benediktinerinnenkloster in Neuburg an der Donau, die Edlen von Marxheim und Neuhausen und später das Kloster Kaisheim. Auch die Gumppenberger und die Sandizeller besaßen Höfe in Buch.
Die meisten Höfe in Holzkirchen gehörten den Kalendinern und Pappenheimern zu Neuburg, als Lehen des Herzogs von Bayern. Auch das Kloster Scheyern erscheint dort als Grundherr.

Buch und Holzkirchen gehörten zum Sprengel des Landgerichtes Rain (bis 1879) und anschließend mit Einführung des Gerichtsverfassungsgesetzes bis 1932 zum Amtsgericht Rain. Bei der Trennung von Verwaltung und Justiz kam es 1862 zum Bezirksamt Aichach und ab 1880 zum Bezirksamt Neuburg.

Die katholische Pfarrei Sankt Michael in Buch gehört zur Pfarreiengemeinschaft Ehekirchen. Die Kirche ist überwiegend ein Bau aus der Zeit um 1500. 1787 erfolgte die Verlängerung des Schiffs nach Westen, 1921 wurden der obere Teil des Turms und die Sakristei neu erbaut. Die klassizistischen Altäre stammen von 1787.

Die katholische Pfarrei Sankt Laurentius in Holzkirchen gehört ebenfalls zur Pfarreiengemeinschaft Ehekirchen. Das Kirchengebäude ist ein einheitlicher Bau aus der Zeit um 1420, aus der sich auch ein Wandgemälde des Hl. Christopherus erhalten hat. Außerdem steht in der Kirche das Fragment eines römischen Grabsteins.

Bis zum 1. Juli 1972 gehörte die selbstständige Gemeinde Buch mit ihrem Ortsteil Holzkirchen zum Landkreis Neuburg an der Donau und fiel dann im Zuge der Gebietsreform in Bayern an den vergrößerten Landkreis Neuburg an der Donau, der am 1. Mai 1973 den jetzigen Namen Landkreis Neuburg-Schrobenhausen erhielt. Am 1. Oktober 1973 wurde der Ort in die Gemeinde Ehekirchen eingegliedert.

## Sehenswürdigkeiten
- Pfarrkirche Sankt Michael in Buch

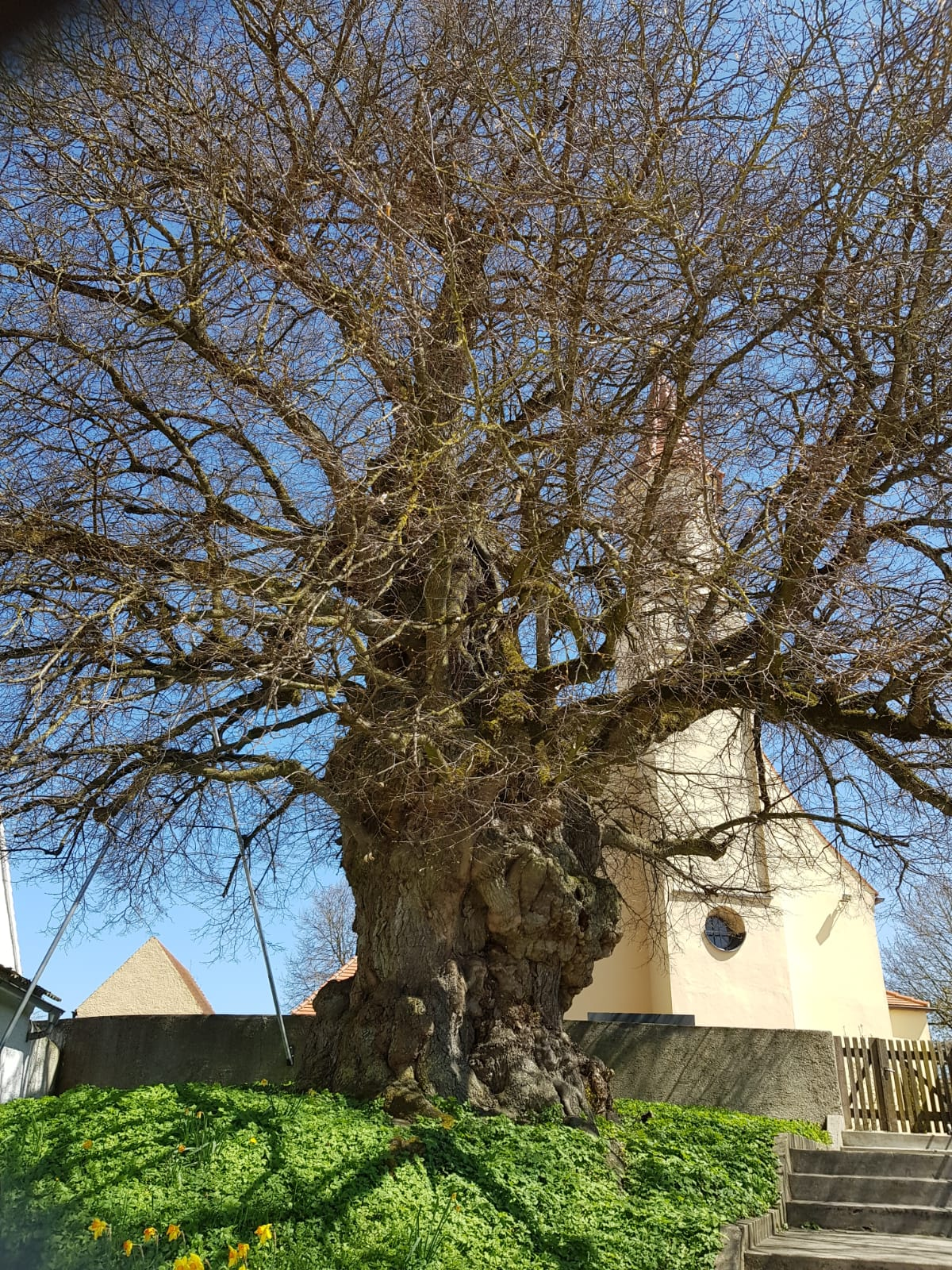
Friedenslinde vor der Sankt-Laurentius-Kirche in Holzkirchen

- Pfarrkirche Sankt Laurentius in Holzkirchen

### Friedenslinde Holzkirchen
Direkt neben dem Aufgang zur Sankt-Laurentius-Kirche von Holzkirchen steht auf einem kleinen Hügel eine als Friedenslinde bezeichnete Sommerlinde. Gepflanzt wurde der monumentale Baumveteran anlässlich des Westfälischen Friedens zum Ende des Dreißigjährigen Krieges im Jahr 1648 und ist somit inzwischen 377 Jahre alt. Der hohle Stamm der nach wie vor sehr vitalen Linde hatte bei einer Messung im Jahr 2020 einen Brusthöhenumfang von 7,00 m.